# Angraecum floribundum
Angraecum floribundum är en orkidéart som beskrevs av Jean Marie Bosser. Angraecum floribundum ingår i släktet Angraecum och familjen orkidéer. Inga underarter finns listade i Catalogue of Life.